# Zir-e Tigh
Zir-e Tigh (en persan زیر تیغ ; Sous le pilori) est une série télévisée iranienne dramatique réalisée par Mohammad Reza Honarmand et diffusée par l’IRIB en 2007. Cette série en 19 épisodes était très populaire auprès des téléspectateurs iraniens. L’heure de la diffusion était le mercredi soir après le bulletin des nouvelles de la soirée sur les antennes de  Canal 1 en Iran. La série a été rediffusée plus tard sur les antennes de  IRIB 1, IRIB 2 et IRIB 3 pour les téléspectateurs à l’extérieur du pays. Le dernier épisode est diffusé le 12 mars 2007. 

## Description
Zir-e Tigh met en scène la vie de deux familles très proches qui  se séparent par un triste événement.
Mahmoud et Jafar sont deux amis proches au travail dans une usine fabricant des réfrigérateurs. Deux familles sont encore plus proches depuis que le fils de Jafar s’est engagé pour un mariage avec la fille de Mahmoud. 
Ghodrat, le frère  ainé de Jafar s’oppose à cet engagement.  souhaitant  marier sa fille au fils de Jafar. Ghodrat et ses amis essaient de créer des troubles et malentendus entre les deux familles afin de saboter cet engagement.  
Mahmoud qui est chef d’approvisionnement et des inventaires de l’usine, est congédié de son travail, une fois que le vol de certains inventaires est approuvé. Mahmoud et Jafar se mettent à se battre et Mahmoud tue Jafar par accident.  Ce qui crée une déchirure entre les deux familles mettant fin à l’engagement de mariage ainsi qu’à tout contact entre les proches de Mahmoud et Jafar.

## Distribution
La distribution de Zir-e Tigh est considérée comme un point fort de la série.  Parastui,   Motamed-Aria  , Pesyani et  Tahmoures  sont  tous connus  au cinéma iranien, et il est rare que les acteurs de cinéma se regroupent ainsi pour performer dans une telle importante série télévisée. La performance de Parviz Parastui, en particulier, est très considérablement  acclamée par des critiques.
- Parviz Parastui : Mahmoud Foroughi
- Fatemah Motamed-Aria : Tahereh Foroughi, la femme de Mahmoud
- Siavash Tahmoures : Ghodrat Omidvar, le frère de Jafar
- Kourosh Tahami : Reza Omidvar, le fils de Jafar
- Elham Hamidi : Maryam Foroughi, la fille de  Mahmoud et Tahereh
- Atila Pesyani : Jafar Omidvar

## Réception
La série a été très populaire auprès de téléspectateurs iraniens. Selon un sondage effectué par l’IRIB plus que 80 % des répondants avait regardé la série, et un grand nombre d’entre eux confirme être impressionné par le tragique du sujet.  En plus, les téléspectateurs  pensent que l’interprétation des acteurs  est le point fort de la série dont les moments dépriments sont jugés parfois négatifs.